# کوه داوراز
کوه داوراز (به ترکی استانبولی: Mount Davraz) یک کوه در ترکیه است که در استان اسپارتا واقع شده‌است. کوه داوراز ۲٬۶۳۷ متر بالاتر از سطح دریا واقع شده‌است.